# 塔蘭塔西歐

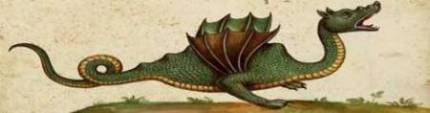
塔蘭塔西歐

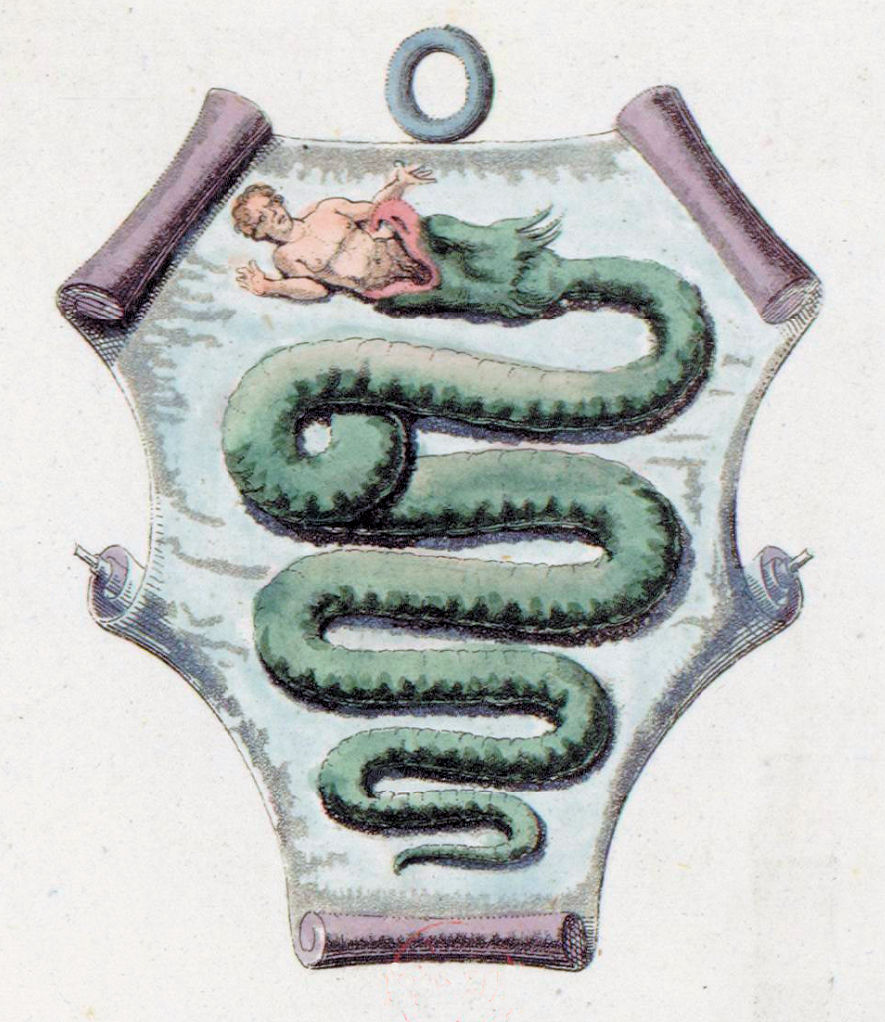
維斯康提家族的徽章

塔蘭塔西歐（義大利語：Tarantasio）是義大利倫巴底地區傳說的龍。

## 傳說
棲息在傑倫多湖（現已乾涸），擁有大角、蹼狀的尾巴和爪子，嘴會吐火，鼻子冒著煙。據說牠主要以兒童為食，並且會引起黃熱病，使住民深感恐怖，最後被維斯康提家族的祖先殺死，後來成為維斯康提家族的徽章。

## 關連項目
- 龍 (西方)

## 脚注
1. ↑  L. Veronelli, Lombardia, Garzanti, Milano, 1968, p. 171